# Aporia goutellei
Aporia goutellei är en fjärilsart som först beskrevs av Charles Oberthür 1886.  Aporia goutellei ingår i släktet Aporia och familjen vitfjärilar. Inga underarter finns listade i Catalogue of Life.